# Jurairat Ponleka
Jurairat Ponleka (taj.: จุไรรัตน์ ผลเลขา; ur. 6 października 1991 r. w Bangkoku w Tajlandii). Siatkarka gra na pozycji rozgrywającej. 
Obecnie występuje w drużynie RBAC.